# Trois Enterrements
Pour plus de détails, voir Fiche technique et Distribution.
Trois Enterrements (The Three Burials of Melquiades Estrada) est un film franco-américain réalisé par Tommy Lee Jones, sorti en 2005.
En partie inspiré de Tandis que j'agonise, roman de William Faulkner dont il reprend les thèmes principaux et de nombreux éléments dramatiques, le film est également basé sur l'histoire réelle d'un étudiant américain, Esequiel Hernández Jr (en) tué en 1997 par un militaire américain dans des conditions très similaires sur la frontière entre les États-Unis et le Mexique.

## Synopsis
De nos jours au Texas, près de la frontière mexicaine, un jeune garde-frontière tue par erreur Melquiades Estrada, un vaquero immigré clandestin. Après une rapide enquête, son ami, Pete Perkins, décide de rapporter son corps dans son village, au Mexique, en obligeant son meurtrier à l'accompagner.

## Fiche technique
- Titre original : The Three Burials of Melquiades Estrada
- Titre français : Trois Enterrements
- Titre espagnol : Los tres entierros de Melquiades Estrada
- Réalisation : Tommy Lee Jones
- Scénario : Guillermo Arriaga
- Production : Michael Fitzgerald, Tommy Lee Jones, Luc Besson, Pierre-Ange Le Pogam
- Sociétés de production : Javelina Film Company et EuropaCorp
- Société de distribution : EuropaCorp Distribution (France)
- Musique : Marco Beltrami
- Photographie : Chris Menges
- Montage : Roberto Silvi
- Décors : Meredith Boswell
- Pays de production :  États-Unis,  France
- Langues de tournage : anglais et espagnol
- Format : couleur - 2,35:1 - DTS / Dolby Digital - 35 mm
- Genre : western, drame, aventures
- Durée : 121 minutes
- Dates de sortie :
  - France : 20 mai 2005 (Festival de Cannes)
  - France : 23 novembre 2005 (généralisée)
  - Belgique : 30 novembre 2005
  - États-Unis : 3 février 2006

## Distribution
- Tommy Lee Jones (VF : Claude Giraud) : Pete Perkins
- Barry Pepper (VF : Jean-Christophe Dollé) : Mike Norton
- Julio Cedillo (VF : Manuel Ulloa) : Melquiades Estrada
- Dwight Yoakam (VF : Christian Gonon) : le shérif Belmont
- January Jones : Lou Ann Norton
- Melissa Leo (VF : Isabelle Mangini) : Rachel
- Vanessa Bauche : Mariana
- Levon Helm : le vieil homme à la radio
- Mel Rodriguez (VF : Pierre Diot) : le capitaine Gomez
- Cecilia Suárez : Rosa
- Ignacio Guadalupe : Lucio
- Rodger Boyce (en) (VF : Gérard Boucaron) : le vendeur

## Accueil critique
En France, le site Allociné recense une moyenne des critiques presse de 4,4/5.

## Distinctions

### Prix
- Festival de Cannes 2005 : Prix d'interprétation masculine (Tommy Lee Jones), prix du scénario (Guillermo Arriaga)[4]
- 2005 : Grand prix du Festival international du film de Flandre-Gand

### Nominations
- 2005 : Independent Spirit Awards du meilleur film
- 2005 : Satellite Award du Meilleur acteur dans un film dramatique pour Tommy Lee Jones
- 2006 : Grand Prix de l'Union de la critique de cinéma